# Scottish Cup 1953-1954
La Scottish Cup 1953-1954 è stata la 69ª edizione del torneo. Il Celtic ha vinto il trofeo per la ventesima volta nella loro storia.

## Formula
In ogni turno si giocavano gare di sola andata; in caso di parità si disputava un replay a campi inveriti; in caso di ulteriore parità si procedeva con i supplementari e i rigori. Le gare di semifinale sono state giocate tutte all'Hampden Park, così come la finale.

## Partite

### Primo turno
Gare disputate il 30 gennaio 1954. Diciotto club ammessi direttamente al secondo turno.
| Squadra 1         | Risultato | Squadra 2           |
| ----------------- | --------- | ------------------- |
| Alloa Athletic    | 1 – 3     | Clyde               |
| Berwick Rangers   | 7 – 0     | East Stirlingshire  |
| East Fife         | 0 – 3     | Queen of the South  |
| Fraserburgh       | 5 – 4     | Leith Athletic      |
| Inverness Thistle | 3 – 3     | Hamilton Academical |
| Montrose          | 0 – 1     | Peebles Rovers      |
| Greenock Morton   | 3 – 2     | Dundee Utd          |
| Partick Thistle   | 1 – 0     | Airdrieonians       |
| Rangers           | 2 – 0     | Queen's Park        |
| St. Johnstone     | 1 – 2     | Hibernian           |
| St. Mirren        | 1 – 2     | Motherwell          |
| Stirling Albion   | 2 – 1     | Dumbarton           |
| Stranraer         | 1 – 4     | Dunfermline         |
| Third Lanark      | 2 – 2     | Stenhousemuir       |

#### Replay
Gare disputate il 3 febbraio 1954
| Squadra 1           | Risultato   | Squadra 2         |
| ------------------- | ----------- | ----------------- |
| Hamilton Academical | 3 – 1       | Inverness Thistle |
| Stenhousemuir       | 0 – 0 (dts) | Third Lanark      |

#### Secondo replay
Gara disputata l'8 febbraio 1954
| Squadra 1    | Risultato | Squadra 2     |
| ------------ | --------- | ------------- |
| Third Lanark | 1 – 0     | Stenhousemuir |

### Secondo turno
Gare disputate il 13 febbraio 1954.
| Squadra 1          | Risultato | Squadra 2           |
| ------------------ | --------- | ------------------- |
| Hibernian          | 7 – 0     | Clyde               |
| Berwick Rangers    | 5 – 1     | Ayr Utd             |
| Queen of the South | 3 – 0     | Forfar Athletic     |
| Fraserburgh        | 0 – 3     | Hearts              |
| Brechin City       | 2 – 3     | Hamilton Academical |
| Peebles Rovers     | 1 – 1     | Buckie Thistle      |
| Greenock Morton    | 4 – 0     | Cowdenbeath         |
| Tarff Rovers       | 1 – 9     | Partick Thistle     |
| Rangers            | 2 – 2     | Kilmarnock          |
| Duns               | 0 – 8     | Aberdeen            |
| Motherwell         | 5 – 2     | Dunfermline         |
| Third Lanark       | 7 – 2     | Deveronvale         |
| Albion Rovers      | 1 – 1     | Dundee              |
| Coldstream         | 1 – 10    | Raith Rovers        |
| Falkirk            | 1 – 2     | Celtic              |
| Stirling Albion    | 0 – 0     | Arbroath            |

#### Replay
Gare disputata il 17 febbraio 1954
| Squadra 1      | Risultato | Squadra 2       |
| -------------- | --------- | --------------- |
| Dundee         | 4 – 0     | Albion Rovers   |
| Kilmarnock     | 1 – 3     | Rangers         |
| Buckie Thistle | 7 – 2     | Peebles Rovers  |
| Arbroath       | 1 – 3     | Stirling Albion |

### Ottavi di finale
Gare disputate il 27 febbraio 1954.
| Squadra 1           | Risultato | Squadra 2       |
| ------------------- | --------- | --------------- |
| Berwick Rangers     | 3 – 0     | Dundee          |
| Hamilton Academical | 2 – 0     | Greenock Morton |
| Hibernian           | 1 – 3     | Aberdeen        |
| Motherwell          | 4 – 1     | Raith Rovers    |
| Partick Thistle     | 5 – 3     | Buckie Thistle  |
| Queen of the South  | 1 – 2     | Hearts          |
| Third Lanark        | 0 – 0     | Rangers         |
| Stirling Albion     | 3 – 4     | Celtic          |

#### Replay
Gara disputata il 3 marzo 1954
| Squadra 1 | Risultato   | Squadra 2    |
| --------- | ----------- | ------------ |
| Rangers   | 4 – 4 (dts) | Third Lanark |

#### Secondo replay
Gara disputata l'8 marzo 1954
| Squadra 1    | Risultato | Squadra 2 |
| ------------ | --------- | --------- |
| Third Lanark | 2 – 3     | Rangers   |

### Quarti di finale
Gare disputate il 13 marzo 1954.
| Squadra 1           | Risultato | Squadra 2       |
| ------------------- | --------- | --------------- |
| Rangers             | 4 – 0     | Berwick Rangers |
| Hamilton Academical | 1 – 2     | Celtic          |
| Partick Thistle     | 1 – 1     | Motherwell      |
| Aberdeen            | 3 – 0     | Hearts          |

#### Replay
Gara disputata il 17 marzo 1954
| Squadra 1  | Risultato | Squadra 2       |
| ---------- | --------- | --------------- |
| Motherwell | 2 – 1     | Partick Thistle |

### Semifinali
Gare disputate il 27 marzo e il 10 aprile 1954.
| Squadra 1 | Risultato | Squadra 2  |
| --------- | --------- | ---------- |
| Aberdeen  | 6 – 0     | Rangers    |
| Celtic    | 2 – 2     | Motherwell |

#### Replay
Gara disputata il 5 aprile 1954
| Squadra 1  | Risultato | Squadra 2 |
| ---------- | --------- | --------- |
| Motherwell | 1 – 3     | Celtic    |

### Finale
| Glasgow 24 aprile 1954 | Celtic | 3 – 1 referto | Aberdeen | Hampden Park (130 060 spett.) |